# 合肥城墙

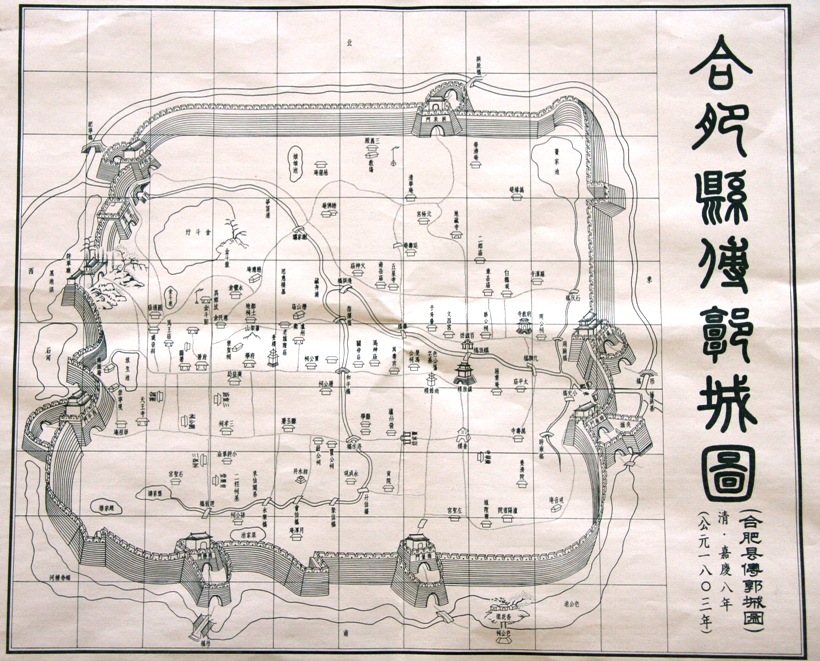
合肥城墙地图

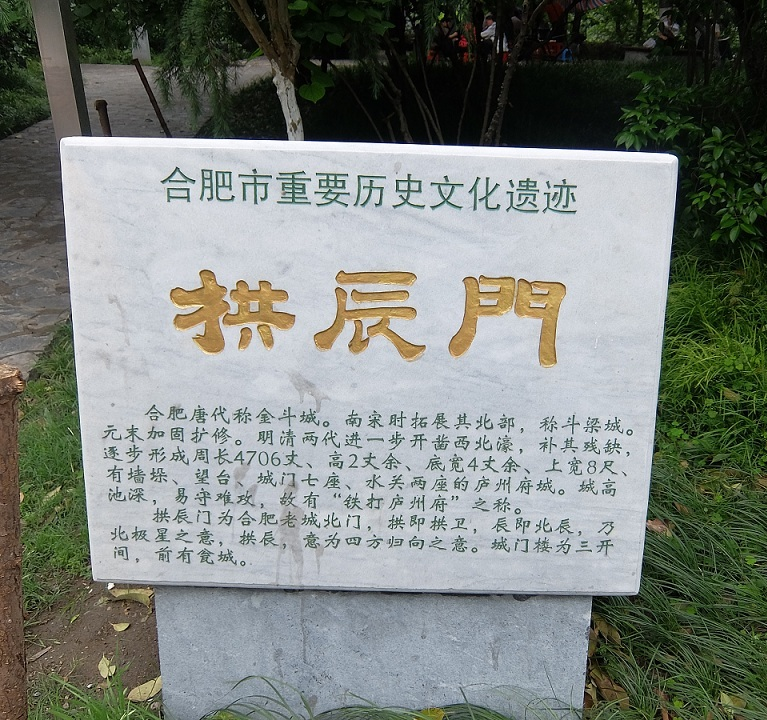
拱辰门（北门）旧址石碑

合肥城墙，又称庐州府城墙，位于中国安徽省合肥市城区，始建于隋代，到宋代基本定型，1950年代合肥城墙被拆除，原址建为环城路。环城河尚存，现建为合肥环城公园。

## 历史
东汉初年，合肥侯鉴镡在今合肥市西北部建立一座城墙，史称“汉城”，后衰败。东汉末，扬州刺史刘馥汉城城墙旧址上，重建了一座新汉城。三国时期，为抵御孙权进攻，守卫合肥的魏国将军满宠在汉城以西另筑一座新城（今为合肥三国新城遗址公园）。
唐代时，城墙位置位于今合肥老城南部，称作金斗城，城墙内面积约为后世的三分之一。宋代，城墙扩展，范围为今合肥老城区。之后，城墙格局基本不变。
明代初年，俞通海重修城墙，外砌砖石。
1951年8月16日，合肥市协商委员会作出决议，决定拆除城墙。至1953年，城墙基本拆除，原址改为公路。

## 基本格局
合肥城墙周长约17华里。东面城门有威武门（今大东门）、时雍门（今小东门）；南面为南薰门（今南门）、德胜门；西边为西平门（今大西门）、水西门；北为拱辰门（今北门）。

## 重建计划
根据目前的规划设计，未来将在今环城东路原古城墙位置(长江中路至久留米艺术馆之间)恢复部分古城墙，城高依原来的范例设计为8米或略高，底座在原址基础上适当加宽，外墙为砖石结构，内墙拟修建为仿古建筑。两座城门将被恢复：一是环城东路与今淮河路交口的“威武门”；二是环城东路和寿春路交口的“时雍门”。在久留米美术馆南侧，复建“镇淮楼”并设立钟鼓。